# Ileana (gmina)
Ileana – gmina w Rumunii, w okręgu Călărași. Obejmuje miejscowości Arțari, Florica, Ileana, Podari, Răsurile, Răzoarele, Satu Nou, Ștefănești i Vlăiculești. W 2011 roku liczyła 3702 mieszkańców. 